# Municipio de Orange (condado de Fayette)
El municipio de Orange (en inglés: Orange Township) es un municipio ubicado en el condado de Fayette en el estado estadounidense de Indiana. En el año 2010 tenía una población de 736 habitantes y una densidad poblacional de 13,43 personas por km².

## Geografía
El municipio de Orange se encuentra ubicado en las coordenadas 39°34′29″N 85°16′38″O / 39.57472, -85.27722. Según la Oficina del Censo de los Estados Unidos, el municipio tiene una superficie total de 54.82 km², de la cual 54,75 km² corresponden a tierra firme y (0,13 %) 0,07 km² es agua.

## Demografía
Según el censo de 2010, había 736 personas residiendo en el municipio de Orange. La densidad de población era de 13,43 hab./km². De los 736 habitantes, el municipio de Orange estaba compuesto por el 99,46 % blancos, el 0,14 % eran afroamericanos, el 0,14 % eran de otras razas y el 0,27 % eran de una mezcla de razas. Del total de la población el 1,77 % eran hispanos o latinos de cualquier raza.